# Bothriembryon perobesus
Bothriembryon perobesus es una especie de molusco gasterópodo de la familia Orthalicidae en el orden de los Stylommatophora.

## Distribución geográfica
Es  endémica de Australia.